# 蒙古國性交易產業
賣淫業，在蒙古國是非法的但在某些地區普遍存在。據抗击艾滋病、结核病和疟疾全球基金組織估計，2006年該國約有19,000名性工作者。蒙古的許多婦女因貧窮而轉向賣淫。
性販運和兒童賣淫，包括兒童性旅遊是該國的一大問題。

## 概觀
雖然非法，蒙古的賣淫活動正在增加，部分原因是採礦業不斷增長。
在首都烏蘭巴托，賣淫以前集中在烏蘭巴托酒店前的公園，大多數富有的西方人在這里居住。近年來，它已進入卡拉OK酒吧，酒店，桑拿浴室和按摩院。女性活動家聲稱，這個城市有數百個這樣的地方。雖然警察偶爾會進行突擊搜查，但通常不會受到執法部門的干擾。
在南戈壁省的銅礦和塔温陶勒盖煤矿因僱用的男性人數增加導致這些地區性工作者人數大幅增加。
2019年，英国《每日电讯报》就曾披露，在蒙古国荒凉的边境地带，常有女性与货车司机交易，嫖资是40或者50升柴油。高速公路沿線活動的妓女被稱為「柴油女孩」。
据报道，日本和韩国国民在蒙古从事境外商业性儿童性剥削和虐待。
韩国男性在蒙古国的性旅游并引发的问题可追述到数十年前。  得益于韩国赴蒙古国旅游免签的便利，2024年3月28日在首尔举行的“Go Mongolia”国家旅游品牌活动开幕式的报道显示‘每三个来蒙古的游客中有一个来自韩国’。
空穴来风报道，蒙古國婦女在北京的酒吧和邊境的貿易城鎮二連浩特的妓院工作。由於蒙古公民可以在中國停留三十天而無需登記或需要簽證，因此許多妓女已經在那裡待了很多年並且每月一次返回蒙古。

## 性健康
由於法律情況，該國的性工作在地下，性工作者幾乎無法獲得性健康服務。性工作者中性病傳播感染率很高，其中30％患有梅毒。國家艾滋病基金會擔心艾滋病毒傳播會加速。

## 性旅遊
性旅遊也發生在蒙古。警方報告說，有1,500名婦女和青少年在酒吧，按摩院和酒店工作，為外國人和遊客提供服務。
日本和韓國遊客在該國從事兒童性旅遊。 所涉及的兒童經常有家庭共謀。

## 人口販運
蒙古國是婦女和遭受性交易的兒童的來源國和目的地國。其中一個主要目的地是韩国，在那裡，受害者被強逼賣淫以將人口走私者的「費用」還給他們以便將他們送到國外。婦女和女孩在蒙古按摩院，酒店，酒吧和卡拉OK俱樂部遭受性販運。 
越来越多的蒙古女性与外国人（主要是韩国人）包办婚姻，但最终却沦为非自愿的奴隶。 婦女在與中国或韩國男子進行商業假結婚後遭受強迫賣淫。
運者有時會使用毒品，欺詐性社交網絡，赴韩留学，在線工作機會或英語課程來誘使蒙古受害者受性販運之害。許多來自農村牧區和經濟貧困地區的受害者在烏蘭巴托和邊境地區遭受性販運。
蒙古南部採礦業的持續發展導致國內和國際移民的增加，增加了販運的風險，特別是在中蒙邊境。年輕婦女面臨被運送煤炭等待越境的卡車司機賣淫的風險。一些蒙古兒童有時會遭受性販運，家人往往是共謀。以前的報導稱，蒙古官員的腐敗行為阻礙了政府的反販運措施。